# Pesanggaran
Pesanggaran is een kustplaats op het Indonesische eiland Bali in de gelijknamige provincie. 